# هيو ماكنزي (عسكري)
هيو ماكنزي هو عسكري كندي، ولد في 5 ديسمبر 1885 في إنفرنيس في المملكة المتحدة، وتوفي في 30 أكتوبر 1917 في باسيندالي في بلجيكا.